# Краснопавловка (Харьковская область)
Краснопавловка (укр. Краснопавлівка) — посёлок, Краснопавловский поселковый совет, Лозовской район, Харьковская область, Украина.
Является административным центром Краснопавловского поселкового совета, в который, кроме того, входят сёла Браиловка и Мироновка.

## Географическое положение
Посёлок городского типа Краснопавловка находится на расстоянии в 1 км от реки Орелька (левый берег),
к посёлку примыкает село Браиловка и на расстоянии в 1 км находится посёлок Нижняя Краснопавловка.
По посёлку протекают пересыхающие ручьи с запрудами.
Через посёлок проходят автомобильная дорога Т-2107 и железная дорога, станция Краснопавловка.

## История
- 1868 — дата основания как село Краснопавловка.
- 1890-е - перенос Георгиевской церкви с Барвенково (была выкуплена)
- 1972 — село получило статус посёлка городского типа.

В 1989 году численность населения составляла 8636 человек, по данным переписи 2001 года — 7828 человек, на 1 января 2013 года — 7289 человек.

## Экономика
- «Гарант», сельскохозяйственное ЧП.

- «Доц», МП.
- «ЛАН», ЧП.
- Коммунальное предприятие «Тепловодосервис»
- Коломакская установка комплексной подготовки газа Краснокутского нефтегазопромысла.
- Комплекс водоподготовки «Днепр» обособленного подразделения КП «Харьковводоканал».

## Объекты социальной сферы
- Детский сад
- Краснопавловский многопрофильный лицей
- Краснопавловская детская музыкальная школа.
- Больница.
- Дом культуры "Днепр".

## Достопримечательности
- Братская могила советских воинов. Похоронено 223 воина.
- Краснопавловское водохранилище.

## Религия
- Свято-Вознесенский храм[4].

## Известные люди
- Садовничий Виктор Антонович — ректор Московского государственного университета им. Ломоносова, родился в 1939 году в селе Краснопавловка. В 2022 году он инициировал обращение в поддержку войны России против Украины. 20 сентября Харьковский областной совет лишил В.А. Садовничего звание «Почетный гражданин Харьковской области». 97 голосов "ЗА".
- Азев Михаил Ефимович — Герой Советского Союза, погиб у села Краснопавловка в 1943 году.
- Зейкан Владимир Андреевич — почётный комбайнёр, Герой Социалистического Труда.